# آلياكسندر بيلينا
آلياكسندر بيلينا (بالروسية: Былина, Александр Иванович)‏ هو لاعب كرة قدم بيلاروسي في مركز الدفاع، ولد في 26 مارس 1981 في مينسك في بيلاروس. لعب مع شاختيور سوليجورسك وغرانيت ميكاشيفيتشي ونادي بارتيزان مينسك ونادي بلشينا بوبرويسك ونادي سلوتسك.

## وصلات خارجية
- آلياكسندر بيلينا على موقع قاعدة بيانات كرة القدم.إي يو (الإنجليزية)
- آلياكسندر بيلينا على موقع Soccerway.com (الإنجليزية)